# 7561 Patrickmichel
7561 Patrickmichel (1986 TR2) là một tiểu hành tinh vành đai chính được phát hiện ngày 7 tháng 10 năm 1986 bởi E. Bowell ở trạm Anderson Mesa thuộc Đài thiên văn Lowell.